# Пралески (платформа)
«Пралески» (бел. Пралескi) — остановочный пункт электропоездов в Молодечненском районе. Расположен между остановочныи пунктом Вязынка и станцией Дубравы.
Остановочный пункт «Пралески» расположен рядом с одноимённым посёлком. Рядом со станцией находятся садовые товарищества (СТ) «Пралеска-геосервис», «Зелёные Огни», «Восход-92», «Здоровье».[значимость факта?]